# Jaïro Riedewald
Jaïro Riedewald (Haarlem, 9 de setembro de 1996) é um futebolista neerlandês que atua como zagueiro. Atualmente, joga no Royal Antwerp.

## Carreira
Em 15 de março de 2013, Riedewald assinou o seu primeiro contrato profissional com o Ajax, com uma duração de três anos, até 30 de junho de 2016. Em 21 de outubro de 2013 estreou profissionalmente na Eerste Divisie, a segunda divisão do futebol profissional nos Países Baixos, jogando pelo Ajax II, na derrota por 5–1 contra o VVV-Venlo.
Estreou com a equipe principal em 19 de dezembro de 2013, na vitória por 3–0 sobre o IJsselmeervogels pela Copa KNVB. Três dias depois estreou pela Eredivisie contra o Roda JC, marcando dois gols na vitória por 2–1.

## Seleção Neerlandesa
Estreou pela seleção principal em 6 de setembro de 2015, na derrota por 3–0 contra a Turquia.

## Estatísticas
Atualizado até 5 de janeiro de 2019.

### Clubes
| Equipe            | Temporada         | Campeonato nacional | Campeonato nacional | Copa nacional | Copa nacional | Competições continentais | Competições continentais | Total | Total |
| Equipe            | Temporada         | Jogos               | Gols                | Jogos         | Gols          | Jogos                    | Gols                     | Jogos | Gols  |
| ----------------- | ----------------- | ------------------- | ------------------- | ------------- | ------------- | ------------------------ | ------------------------ | ----- | ----- |
| Ajax II           | 2013–14           | 10                  | 0                   | –             | –             | –                        | –                        | 10    | 0     |
| Ajax II           | 2014–15           | 9                   | 1                   | –             | –             | –                        | –                        | 9     | 1     |
| Ajax II           | 2016–17           | 3                   | 0                   | –             | –             | –                        | –                        | 3     | 0     |
| Ajax II           | Total             | 22                  | 1                   | –             | –             | –                        | –                        | 22    | 1     |
| Ajax              | 2013–14           | 5                   | 2                   | 1             | 0             | 1                        | 0                        | 7     | 2     |
| Ajax              | 2014–15           | 19                  | 0                   | 2             | 0             | 4                        | 0                        | 25    | 0     |
| Ajax              | 2015–16           | 23                  | 0                   | –             | –             | 10                       | 0                        | 33    | 0     |
| Ajax              | 2016–17           | 16                  | 0                   | 1             | 0             | 10                       | 1                        | 27    | 1     |
| Ajax              | Total             | 63                  | 2                   | 4             | 0             | 25                       | 1                        | 92    | 3     |
| Crystal Palace    | 2017–18           | 12                  | 0                   | 3             | 0             | –                        | –                        | 15    | 0     |
| Crystal Palace    | 2018–19           | 0                   | 0                   | 4             | 0             | –                        | –                        | 4     | 0     |
| Crystal Palace    | Total             | 12                  | 0                   | 7             | 0             | –                        | –                        | 19    | 0     |
| Total na carreira | Total na carreira | 97                  | 3                   | 11            | 0             | 25                       | 1                        | 133   | 4     |

### Seleção Neerlandesa
Expanda a caixa de informações para conferir todos os jogos deste jogador, pela sua seleção nacional.
Sub-15
|    | Data                | Local | Resultado | Adversário | Gol(s) | Competição |
| -- | ------------------- | ----- | --------- | ---------- | ------ | ---------- |
| 1. | 12 de abril de 2011 |       | 1–0       | Eslováquia | 0      | Amistoso   |
| 2. | 14 de abril de 2011 |       | 2–0       | Eslováquia | 0      | Amistoso   |

Sub-16
|    | Data                   | Local                                             | Resultado | Adversário     | Gol(s) | Competição |
| -- | ---------------------- | ------------------------------------------------- | --------- | -------------- | ------ | ---------- |
| 1. | 25 de outubro de 2011  | Stade Jean-Bouin, Paris                           | 1–0       | Peru           | 0      | Amistoso   |
| 2. | 27 de outubro de 2011  | Parc des sports des Maisons Rouges, Bry-sur-Marne | 1–4       | França         | 0      | Amistoso   |
| 3. | 29 de outubro de 2011  | Stade Léo-Lagrange, Toulon                        | 1–3       | Estados Unidos | 0      | Amistoso   |
| 4. | 3 de fevereiro de 2012 | Estádio da Nora, Ferreiras                        | 2–0       | Portugal       | 0      | Amistoso   |
| 5. | 5 de fevereiro de 2012 | Estádio Municipal de Lagos, Lagos                 | 0–0       | Israel         | 0      | Amistoso   |
| 6. | 7 de fevereiro de 2012 | Estádio Dr. Francisco Vieira, Silves              | 1–2       | Itália         | 0      | Amistoso   |

Sub-17
|     | Data                    | Local                             | Resultado | Adversário       | Gol(s) | Competição                |
| --- | ----------------------- | --------------------------------- | --------- | ---------------- | ------ | ------------------------- |
| 1.  | 23 de outubro de 2012   | RS Waasland, Sint-Niklaas         | 2–1       | Letónia          | 0      | Elim. Europeu Sub-17 2013 |
| 2.  | 25 de outubro de 2012   | KFC Eeklo, Eeklo                  | 0–0       | Lituânia         | 0      | Elim. Europeu Sub-17 2013 |
| 3.  | 28 de outubro de 2012   | KFC Eeklo, Eeklo                  | 2–1       | Bélgica          | 0      | Elim. Europeu Sub-17 2013 |
| 4.  | 8 de fevereiro de 2013  | Estádio da Nora, Ferreiras        | 1–1       | Portugal         | 0      | Amistoso                  |
| 5.  | 10 de fevereiro de 2013 | Estádio Municipal de Lagos, Lagos | 1–3       | Alemanha         | 0      | Amistoso                  |
| 6.  | 12 de fevereiro de 2013 | Estádio Municipal de Lagos, Lagos | 1–0       | Inglaterra       | 0      | Amistoso                  |
| 7.  | 6 de março de 2013      | Sportpark Roodemolen, Sassenheim  | 3–1       | Finlândia        | 0      | Amistoso                  |
| 8.  | 21 de março de 2013     | Sportpark Parkzicht, Uden         | 2–2       | Irlanda do Norte | 0      | Elim. Europeu Sub-17 2013 |
| 9.  | 23 de março de 2013     | Sportpark In de Bandert, Echt     | 0–1       | Itália           | 0      | Elim. Europeu Sub-17 2013 |
| 10. | 26 de março de 2013     | Sportpark Parkzicht, Uden         | 1–1       | Noruega          | 0      | Elim. Europeu Sub-17 2013 |

Sub-19
|     | Data                   | Local                                 | Resultado | Adversário    | Gol(s) | Competição                |
| --- | ---------------------- | ------------------------------------- | --------- | ------------- | ------ | ------------------------- |
| 1.  | 10 de setembro de 2013 |                                       | 1–1       | Itália        | 0      | Amistoso                  |
| 2.  | 10 de outubro de 2013  | Güngören Yahya Baş Stadion, Istambul  | 1–0       | Turquia       | 0      | Amistoso                  |
| 3.  | 13 de outubro de 2013  | Olímpico Atatürk, Istambul            | 3–1       | Turquia       | 0      | Amistoso                  |
| 4.  | 13 de novembro de 2013 | Boris Paichadze, Tbilisi              | 3–0       | Moldávia      | 0      | Elim. Europeu Sub-19 2014 |
| 5.  | 15 de novembro de 2013 | Boris Paichadze, Tbilisi              | 0–0       | País de Gales | 0      | Elim. Europeu Sub-19 2014 |
| 6.  | 18 de novembro de 2013 | Mikheil Meskhi, Tbilisi               | 1–2       | Geórgia       | 0      | Elim. Europeu Sub-19 2014 |
| 7.  | 5 de março de 2014     | Sportpark Nieuw Zuid, Katwijk         | 2–1       | Espanha       | 0      | Amistoso                  |
| 8.  | 5 de setembro de 2014  | Sportpark Höhenberg, Colônia          | 2–3       | Alemanha      | 0      | Amistoso                  |
| 9.  | 8 de setembro de 2014  | Tallaght Stadium, Dublin              | 0–1       | Irlanda       | 0      | Amistoso                  |
| 10. | 9 de outubro de 2014   | GKS Olimpia Grudziadz, Grudziądz      | 7–0       | Andorra       | 0      | Elim. Europeu Sub-19 2015 |
| 11. | 11 de outubro de 2014  | Olympic Municipal Stadium, Inowrocław | 3–0       | Moldávia      | 0      | Elim. Europeu Sub-19 2015 |
| 12. | 14 de outubro de 2014  | GKS Olimpia Grudziadz, Grudziądz      | 2–1       | Polónia       | 0      | Elim. Europeu Sub-19 2015 |
| 13. | 26 de março de 2015    | Sportpark de Bosk, Harkema            | 1–0       | Sérvia        | 0      | Elim. Europeu Sub-19 2015 |
| 14. | 28 de março de 2015    | Mardijk, Assen                        | 1–1       | Noruega       | 0      | Elim. Europeu Sub-19 2015 |
| 15. | 31 de março de 2015    | Sportpark de Bosk, Harkema            | 4–0       | Suíça         | 1      | Elim. Europeu Sub-19 2015 |

Sub-21
|    | Data                  | Local                 | Resultado | Adversário   | Gol(s) | Competição                |
| -- | --------------------- | --------------------- | --------- | ------------ | ------ | ------------------------- |
| 1. | 2 de setembro de 2016 | FC Minsk, Minsk       | 4–0       | Bielorrússia | 0      | Elim. Europeu Sub-21 2017 |
| 2. | 6 de outubro de 2016  | AFAS Stadion, Alkmaar | 0–0       | Turquia      | 0      | Elim. Europeu Sub-21 2017 |
| 3. | 11 de outubro de 2016 | Ammochostos, Lárnaca  | 4–1       | Chipre       | 0      | Elim. Europeu Sub-21 2017 |

Seleção Principal
|    | Data                  | Local                     | Resultado | Adversário  | Gol(s) | Competição      |
| -- | --------------------- | ------------------------- | --------- | ----------- | ------ | --------------- |
| 1. | 6 de setembro de 2015 | Torku Arena, Cônia        | 0–3       | Turquia     | 0      | Elim. Euro 2016 |
| 2. | 10 de outubro de 2015 | Astana Arena, Astana      | 2–1       | Cazaquistão | 0      | Elim. Euro 2016 |
| 3. | 13 de outubro de 2015 | Amsterdam Arena, Amsterdã | 2–3       | Tchéquia    | 0      | Elim. Euro 2016 |

## Títulos
Ajax
- Eredivisie Sub-19: 2013–14, 2014–15
- Eredivisie: 2013–14

### Prêmios individuais
- 26º melhor jogador sub-21 de 2016 (FourFourTwo)[44]